# No Way Jose
No Way Jose, właśc. Levis Valenzuela Jr. (ur. 30 maja 1988 w Santo Domingo) – dominikański profesjonalny wrestler, do kwietnia 2020 roku występujący w federacji WWE w brandzie Raw.

## Kariera profesjonalnego wrestlera

### Federacje niezależne (2013–2015)
Valenzuela zadebiutował 17 maja 2013 w federacji CWF Mid-Atlantic występując jako Manny Garcia. Przegrał swoją pierwszą walkę z Rikiem Conversem. 3 maja 2014 pokonał Marka Jamesa i zdobył CWF Mid-Atlantic Television Championship. 6 grudnia 2014 utracił mistrzostwo na rzecz Chrisa Lea, lecz trzy tygodnie później pokonał go odzyskując tytuł. 21 marca 2015 stracił tytuł na rzecz Cheta Sterlinga w fatal 4-way matchu. Garcia występował również dla takich promocji jak Fire Star Pro Wrestling i OMEGA Championship Wrestling.

### WWE

#### NXT (od 2015)
W kwietniu 2015 zostało ogłoszone, że Valenzuela podpisał kontrakt rozwojowy z WWE. 10 kwietnia został jednym z jedenastu nowych członków szkółki WWE Performance Center. Po raz pierwszy zadebiutował w telewizji pod prawdziwym nazwiskiem, gdzie w roli jobbera wraz z Eliasem Samsonem przegrał z drużyną American Alpha. Do końca roku występował podczas gal typu house show brandu NXT.
W kwietniu 2016 zaczęto emitować winietki promujące debiut Valenzueli pod pseudonimem ringowym No Way Jose. Zadebiutował 20 kwietnia 2016 podczas odcinka tygodniówki NXT i pokonał Alexandra Wolfe'a. Przez maj i czerwiec odnosił kolejne zwycięstwa. 22 czerwca Jose przerwał wywiad z Austinem Ariesem i powiedział mu, aby ten pozytywnie spojrzał na swoją porażkę z gali NXT TakeOver: The End. Tej samej nocy Jose pokonał Josha Woodsa, lecz po walce został zaatakowany przez Ariesa. Po kilku tygodniach przerwy Jose powrócił 20 lipca i zaatakował Ariesa, co doprowadziło do ich walki na gali NXT TakeOver: Brooklyn II, którą wygrał Aries. Jesienią wziął udział w rywalizacji z Erikiem Youngiem i jego grupą Sanity, którzy atakowali jego, Richa Swanna i Konę Reevesa. 30 listopada podczas odcinka NXT przegrał z Erikiem Youngiem, zaś tydzień później on i Swann przegrali z Youngiem i Alexandrem Wolfem. Na początku 2017 uformował sojusz z Tyem Dillingerem, Roderickiem Strongiem i Ruby Riot. Czwórka miała się zmierzyć z Sanity podczas gali NXT TakeOver: Orlando, lecz przed rozpoczęciem show Jose został zaatakowany przez wrogów, wskutek czego został zastąpiony przez Kassiusa Ohno.
Raw (od 2018)
W brandzie Raw zadebiutował 9 kwietnia 2018 wygrywając z Johnem Skylerem. 15 kwietnia 2020 roku No Way Jose został zwolniony z WWE w ramach cięć budżetowych wynikających z pandemii COVID-19.

## Inne media
Postać No Way Josego po raz pierwszy przedstawiono w grze WWE 2K18.

## Styl walki
- Finishery
  - Jako No Way Jose
    - Fastball Punch / The Pitch (Knockout punch)[11]
    - Cobra clutch slam[13] – 2015–2017

  - Jako Manny Garcia
    - Sitout crucifix powerbomb

- Inne ruchy
  - Airplane spin przeistaczany w rolling fireman's carry slam lub TKO[11][14]
  - Body slam[11]
  - Diving double axe handle
  - Sitout suplex slam[12]
  - Flying snapmare[13]
  - Leg drop

- Przydomki
  - „El Jefe”

- Motywy muzyczne
  - „No Way” ~ CFO$ (NXT; od 20 kwietnia 2016)

## Mistrzostwa i osiągnięcia
- CWF Mid-Atlantic
  - CWF Mid-Atlantic Television Championship (3 razy)
- Fire Star Pro Wrestling
  - FSPW South Eastern Championship (1 raz)[6]
- Pro Wrestling Illustrated
  - PWI umieściło go w top 500 wrestlerów rankingu PWI 500: 334. miejsce w 2016[15]; 330. miejsce w 2017[16]